# Železniška postaja Ajdovščina
Železniška postaja Ajdovščina je ena izmed železniških postaj v Sloveniji, ki oskrbuje mesto Ajdovščina. Postaja trenutno ni v uporabi.